# Nhà hát Ba Lan ở Bydgoszcz

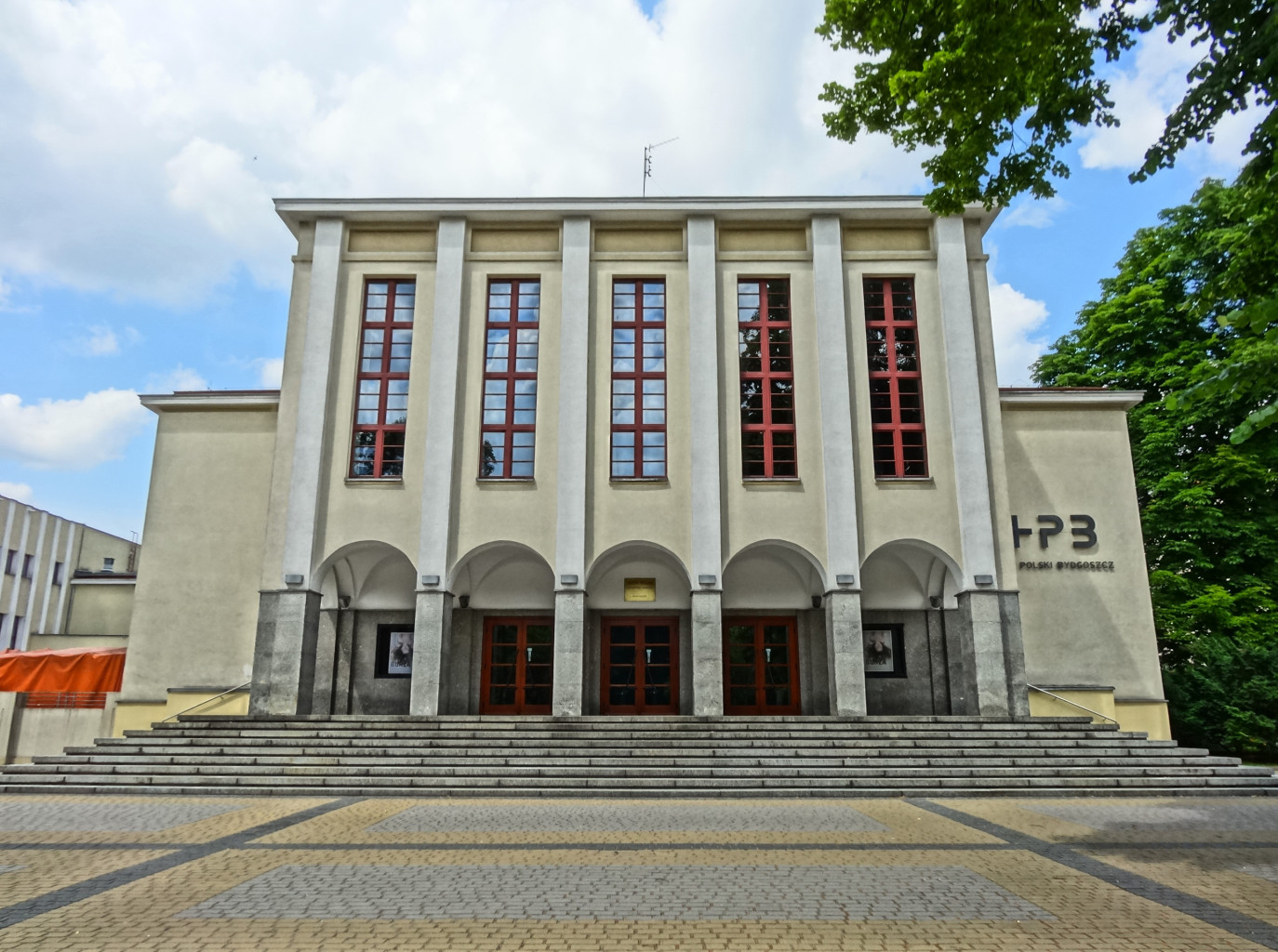
Nhà hát Ba Lan ở Bydgoszcz

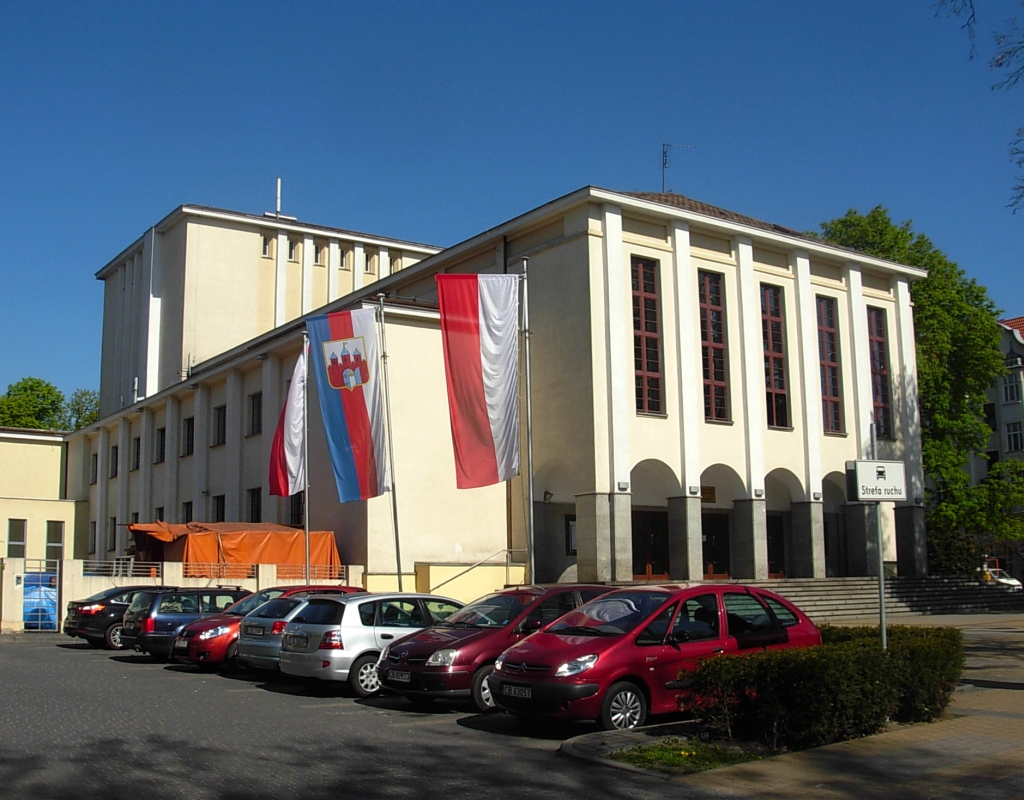
Góc chụp bên phải của tòa nhà vào ban ngày

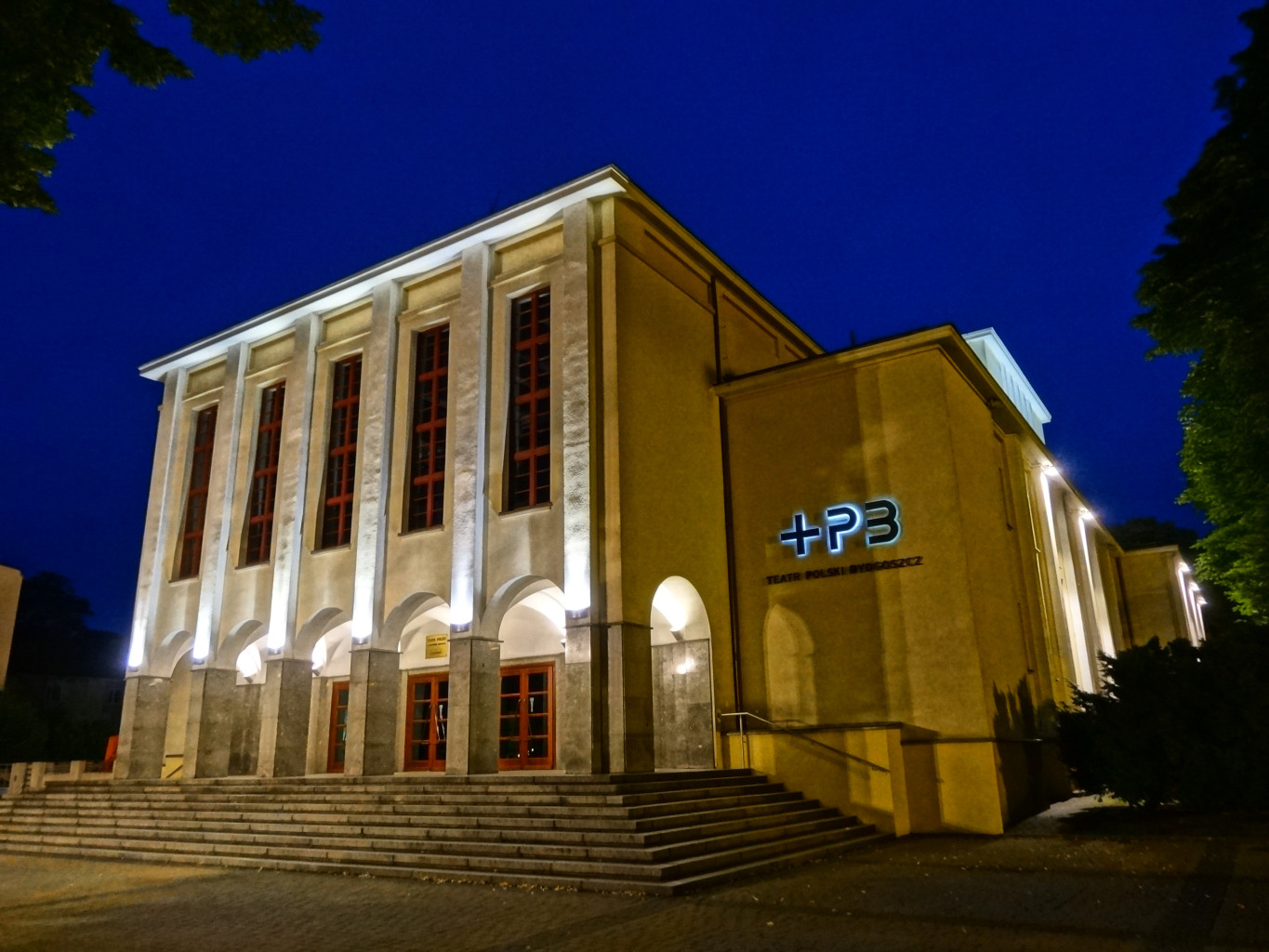
Góc chụp bên trái của tòa nhà vào ban đêm

Nhà hát Ba Lan ở Bydgoszcz (tiếng Ba Lan: Teatr Polski im. Hieronima Konieczki w Bydgoszczy) là nhà hát lớn nhất và nổi tiếng nhất ở trung tâm thành phố Bydgoszcz, Ba Lan.

## Vị trí
Nhà hát Ba Lan ở Bydgoszcz tọa lạc ở số 2 đường Adam Mickiewicz, cách trung tâm thành phố Bydgoszcz 100 mét. Ngoài ra, Nhà hát còn gần Công viên Jan Kochanowski cùng nhiều tòa nhà lịch sử được xếp hạng Di sản văn hóa.

## Tiết mục
Với phương châm lắng nghe và cố gắng đáp ứng mọi nhu cầu của khán giả, Nhà hát Ba Lan ở Bydgoszcz đặt trọng tâm vào sự đa dạng của tiết mục với nhiều thể loại. Tuy nhiên, Nhà hát vẫn giữ vững mục tiêu quan trọng nhất là mang lại giá trị nghệ thuật cao cho khán giả.

## Sự kiện văn hóa thường niên
- Liên hoan trước công chiếu: diễn ra từ năm 2002. Hàng năm, sự kiện này thu hút hàng nghìn khán giả và nghệ sĩ khắp nơi đến để gặp gỡ và giao lưu nghệ thuật.[3]

## Diễn viên sân khấu nổi tiếng
| Diễn viên            | Kể từ năm                | Ghi chú |
| -------------------- | ------------------------ | ------- |
| Paweł L. Gilewski    | 2000                     |         |
| Mirosław Guzowski    | 2008                     |         |
| Marian Jaskulski     | 2004                     |         |
| Alicja Mozga         | 1985-1988 và từ năm 1998 |         |
| Emilia Piech         | 2017                     |         |
| Jerzy Pożarowski     | 2005                     |         |
| Michalina Rodak      | 2017                     |         |
| Damian Kwiatkowski   | 2018                     |         |
| Małgorzata Trofimiuk | 1999                     |         |
| Jakub Ulewicz        | 2004                     |         |
| Małgorzata Witkowska | 1990                     |         |
| Konrad Wosik         | 2016                     |         |
| Marcin Zawodziński   | 2007                     |         |